# Diadromus capitosus
Diadromus capitosus là một loài tò vò trong họ Ichneumonidae.